# Цибуля
Цибу́ля, часник (Allium), — рід багаторічних рослин родини амарилісових, що налічує приблизно 990 видів. Раніше за класифікацією Кронквіста належав до лілієвих.

## Назва
Наукова назва роду походить від лат. allium — «часник».
Назва укр. цибуля походить через посередництво пол. cebula, cybula і сер.-в.-нім. zibolle, zebulle від лат. caepula, cepula, зменшувальної форми слова caepa, caepe, cepa, cepe («цибуля»). Назву caepula, cepula виводять від гіпотетичного дав.-гр. *κήπη, *κήπια («часник»), можливо, пов'язаного з κήπος («сад»), що є когнатом українського копати.
Назва укр. часник походить від праслов'янського чесник — «те, що відчісується (відокремлюється)» (про зубчики часнику), похідне від дієслова чести, чесати.

## Опис
Це багаторічні цибулинні рослини, іноді з добре розвиненими, товстими або тонкими кореневищами, рідко зі столонами або бульбовими коренями, зазвичай із запахом цибулеподібним, цибулинним або часниковим. Цибулини поодинокі чи скупчені; зовнішні оболонки переважно коричневі або сірі, гладкі; внутрішні оболонки плівчасті. Листки сидячі, дуже рідко звужені до черешка, лінійні, лінійно-ланцетні або циліндричні до округло-яйцеподібних. Суцвіття — кінцевий зонтик, іноді з цибулинками, рідко без квіток і лише з цибулинками. Квіти двостатеві, дуже рідко перероджуються в одностатеві (коли рослини дводомні). Сегменти оцвітини вільні або об'єднані в трубочку біля основи. Сегменти оцвітини від білого до зеленувато-білого, жовтого, фіолетового, рожевого до червонувато-пурпурового або блакитного кольору. Плід — коробочка. Насіння чорне, ромбоподібне або кулясте.
Більшість видів здатні до вегетативного та статевого розмноження. Запилення в основному гарантують різні комахи, такі як бджоли та оси. Деякі рослини розмножуються й нестатевим шляхом через цибулинки, що розміщені під суцвіттями або підземними цибулинами.

## Систематика
Allium — це єдиний рід у трибі Allieae Dumort., одної з трьох триб у підродині цибулевих (Allioideae). Труднощі класифікації видів роду виникають через те, що рід виявляє значний поліморфізм і пристосувався до найрізноманітніших середовищ існування. Allium включає ряд таксономічних угруповань, які раніше вважали окремими родами (Caloscordum Herb., Milula Prain, Nectaroscordum Lindl.). Філогенетичні дослідження вказують на існування в межах роду Allium трьох еволюційних ліній (клад), у межах яких виділяють 15 підродів. Філогенетичне дерево підродини цибулевих:

|  | Tribe Allieae (моногенний, Allium)                                                               |
|  |                                                                                                  |
|  | \| \| Tribe Tulbaghieae \| \| \| \| \| \| Tribes Gilliesieae (у т. ч. Leucocoryneae) \| \| \| \| |
|  |                                                                                                  |
|  | Tribe Tulbaghieae                                                                                |
|  |                                                                                                  |
|  | Tribes Gilliesieae (у т. ч. Leucocoryneae)                                                       |
|  |                                                                                                  |

|  | Tribe Tulbaghieae                          |
|  |                                            |
|  | Tribes Gilliesieae (у т. ч. Leucocoryneae) |
|  |                                            |

|  | Tribe Allieae (моногенний, Allium)                                                               |
|  |                                                                                                  |
|  | \| \| Tribe Tulbaghieae \| \| \| \| \| \| Tribes Gilliesieae (у т. ч. Leucocoryneae) \| \| \| \| |
|  |                                                                                                  |
|  | Tribe Tulbaghieae                                                                                |
|  |                                                                                                  |
|  | Tribes Gilliesieae (у т. ч. Leucocoryneae)                                                       |
|  |                                                                                                  |

|  | Tribe Tulbaghieae                          |
|  |                                            |
|  | Tribes Gilliesieae (у т. ч. Leucocoryneae) |
|  |                                            |

|  | Tribe Allieae (моногенний, Allium)                                                               |
|  |                                                                                                  |
|  | \| \| Tribe Tulbaghieae \| \| \| \| \| \| Tribes Gilliesieae (у т. ч. Leucocoryneae) \| \| \| \| |
|  |                                                                                                  |
|  | Tribe Tulbaghieae                                                                                |
|  |                                                                                                  |
|  | Tribes Gilliesieae (у т. ч. Leucocoryneae)                                                       |
|  |                                                                                                  |

|  | Tribe Tulbaghieae                          |
|  |                                            |
|  | Tribes Gilliesieae (у т. ч. Leucocoryneae) |
|  |                                            |

|  | Tribe Allieae (моногенний, Allium)                                                               |
|  |                                                                                                  |
|  | \| \| Tribe Tulbaghieae \| \| \| \| \| \| Tribes Gilliesieae (у т. ч. Leucocoryneae) \| \| \| \| |
|  |                                                                                                  |
|  | Tribe Tulbaghieae                                                                                |
|  |                                                                                                  |
|  | Tribes Gilliesieae (у т. ч. Leucocoryneae)                                                       |
|  |                                                                                                  |

|  | Tribe Tulbaghieae                          |
|  |                                            |
|  | Tribes Gilliesieae (у т. ч. Leucocoryneae) |
|  |                                            |

## Поширення
Рід Allium поширений у Північній півкулі за винятком одного виду — Allium synnotii, який є ендеміком ПАР; також деякі види інтродуковані до Південної Америки, Австралії, деяких островів; в Ісландії зростає єдиний вид, який натуралізований і захищений законом про охорону природи — Allium oleraceum. В Україні зростає приблизно 37 видів: часник білоцвітий (Allium albiflorum), часник заячий (Allium angulosum), часник темно-фіолетовий (Allium atroviolaceum), цибуля конвалієва (Allium convallarioides), цибуля Кирила (Allium cyrilli), часник оманливий (Allium decipiens), Allium denudatum, Allium ericetorum, часник червонуватий (Allium erubescens), часник жовтуватий (Allium flavescens), часник жовтий (Allium flavum), часник крапчастий (Allium guttatum), часник нерівний (Allium inaequale), часник лінійний (Allium lineare), часник гірський (Allium lusitanicum), часник Маршалла (Allium marschallianum), часник пижмовий (Allium moschatum), Allium nathaliae, часник скісний (Allium obliquum), часник польовий (Allium oleraceum), часник волотистий (Allium paniculatum), часник переодягнений (Allium pervestitum), часник подільський (Allium podolicum), часник Реґеля (Allium regelianum), часник гадючий (Allium rotundum), часник скельний (Allium rupestre), часник савранський (Allium savranicum), часник наскельний (Allium saxatile), цибуля-трибулька (Allium schoenoprasum), часник іспанський (Allium scorodoprasum), Allium siculum, часник круглоголовий (Allium sphaerocephalon), часник жорсткий (Allium strictum), Allium tarkhankuticum, часник ведмежий (Allium ursinum), часник переможний (Allium victorialis), часник виноградниковий (Allium vineale).

## Історичні факти
У Середньовіччі для захисту від стріл, ударів алебард і мечів вояки надягали залізні шоломи, лати і прикривалися щитом. Але, не сподіваючись на міцність залізної броні, багато хто з них також носив на грудях обереги, яким приписували чарівну силу охороняти на війні від ураження зброєю. Зазвичай як амулет використовували голівку дикої цибулі або часнику. Думали, що щільна суха шкірка, як броня, що оберігає ніжні, свіжі листочки цибулі, здатна врятувати від усяких лих життя людини. Один із видів цибулі навіть відтоді називають Алліум віктораліс (Allium victoralis) — цибуля переможна.
Стародавні римляни включали цибулю й часник у пайок своїх легіонерів, вважаючи, що харчування ними збільшує снагу та мужність солдатів. Збереглася приказка того часу: часник запалює серце героя, коли холод його зледеняє.
Цибулю й часник знаходили в саркофагах із муміями в єгипетських пірамідах, побудованих шість тисяч років тому, що свідчить про широке їх поширення ще в ті далекі часи. Цибуля була присвячена єгипетській богині Ізіді, і простому людові забороняли вживати її в їжу.
Довгий час цибулю забороняли їсти у свята, тому що вона викликає сльози, коли потрібно веселитися.
З давніх-давен часник був лікувальним засобом. Його вживали в XVI столітті як запобіжний засіб проти чуми. Часник у Середньовіччі вживали як протиотруту при всіх отруєннях, як попереджувальний засіб проти атеросклерозу та туберкульозу. Під час Першої світової війни сік часнику, розведений у воді, застосовували при лікуванні ран.
Лікувальні властивості цибулі та часнику визнавали у всіх народів і в усі часи. На Сході побутувала приказка: цибуле, у твоїх обіймах минає всяка хвороба.
Професор Б. П. Токін і його співробітники встановили, що від летких, пахучих речовин (ефірних олій), що виділяються цибулею, часником, хріном та іншими рослинами, гинуть гнильні і хвороботворні бактерії, найпростіші тварини — амеби й інфузорії — і навіть жаби та щури.
Рослини виділяють захисні речовини, названі «фітонцидами», тобто «рослинними губителями» мікробів.
Як показали досліди професора Б. П. Токіна, кашка з натертої цибулі, часнику або хрону, покладена в закриту посудину з м'ясом або фруктами, оберігає їх від псування.
Достатньо протягом трьох хвилин пожувати цибулю або часник, щоб убити в роті всі бактерії.
Цікаво відзначити силу дії часнику на мікробів. Туберкульозна паличка у висохлій мокроті залишається життєздатною до восьми місяців; карболова кислота і сулема вбивають її через 1-2 години; сірчана кислота вбиває мікроб туберкульозу протягом 30 хвилин, а фітонциди часнику — за 5 хвилин.

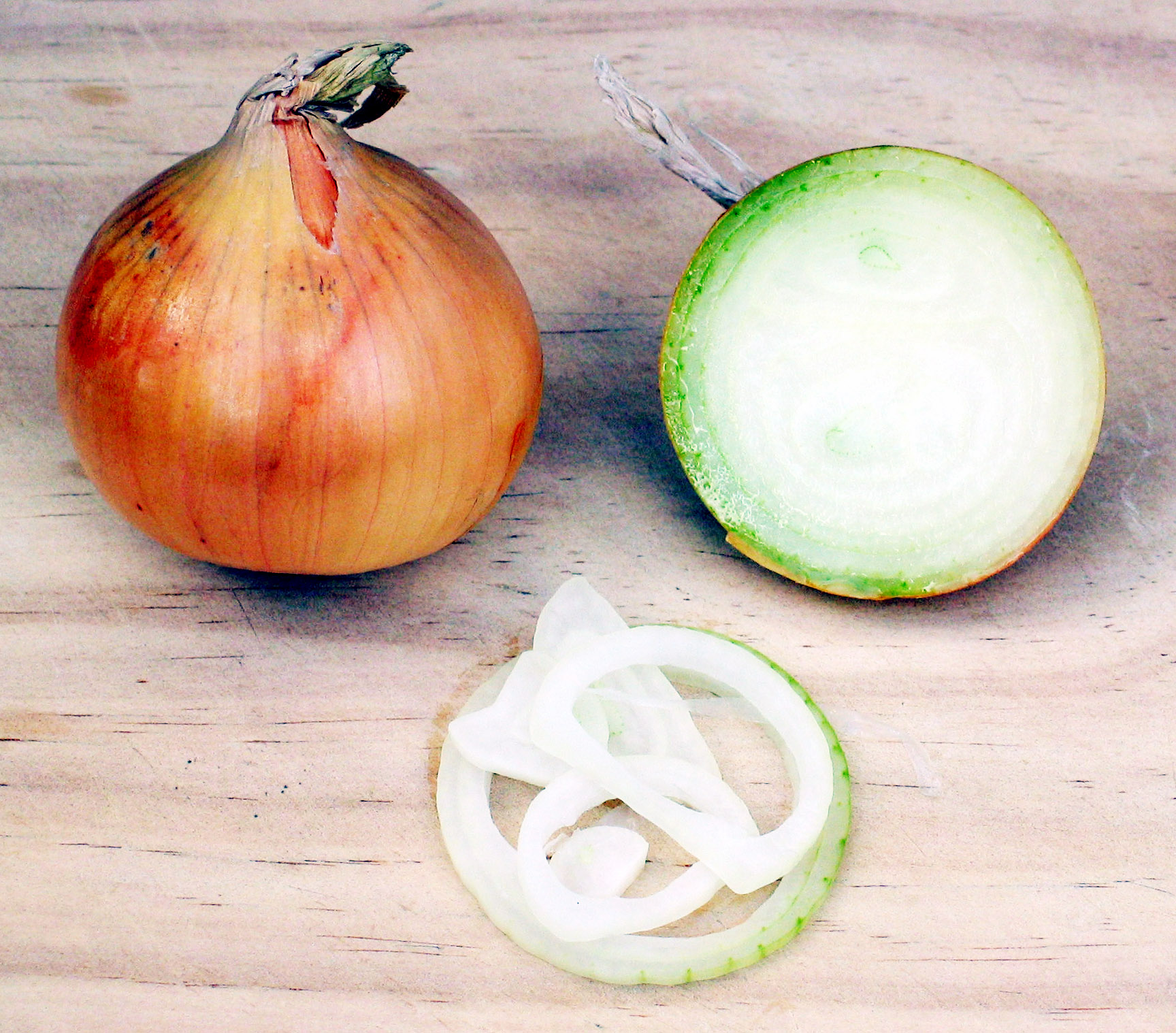
Цибуля ріпчаста

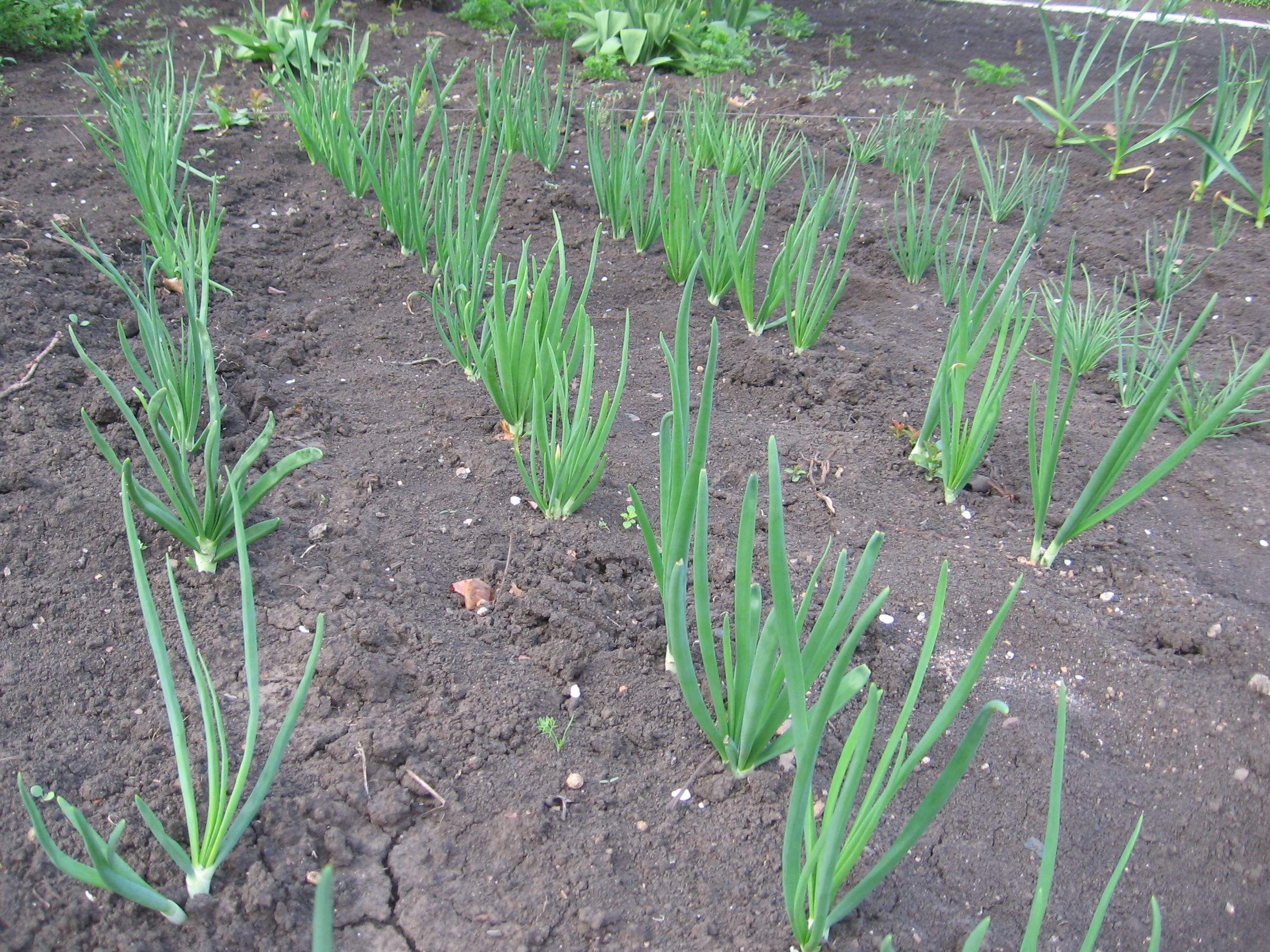
Грядка цибулі

Цибуля й часник сприяють кращому перетравленню жирної та м'ясної їжі. Вони є незамінною присмачкою до багатьох страв. Підсмажена на олії цибуля надає супу та каші приємний смак і аромат.
Різні види дикої цибулі іноді ростуть у великій кількості. У горах Тянь-Шаню так багато цибулі, що китайці назвали їх «Дзунґ-лінь», тобто «Цибулеві гори». У Середній Азії в Ферганському хребті є «Цибулева гора» — «Сугано-таш». Близько Семипалатинська цілий район названо Калбінським, від слова «Калба» — «дикий часник», якого дуже багато на схилах гір. Багато видів дикої цибулі є і на Кавказі. Дика цибуля та дикий часник повсюдно трапляються серед лугових трав.

## Використання
Цибулю використовують в їжу, у медицині (фармації та косметології) та як декоративну рослину.
Як городні культури або лікарські рослини вирощують такі види цибулі:
- Цибуля шалот Allium ascalonicum
- Цибуля городня, або ріпчаста, або звичайна Allium cepa.
- Цибуля-татарка, або батун Allium fistulosum
- Пор, або цибуля порей Allium porrum
- Часник городній Allium sativum
- Цибуля-трибулька Allium schoenoprasum
- Часник ведмежий Allium ursinum

В Україні також культивується сорт цибуля Штутгартер Різен.

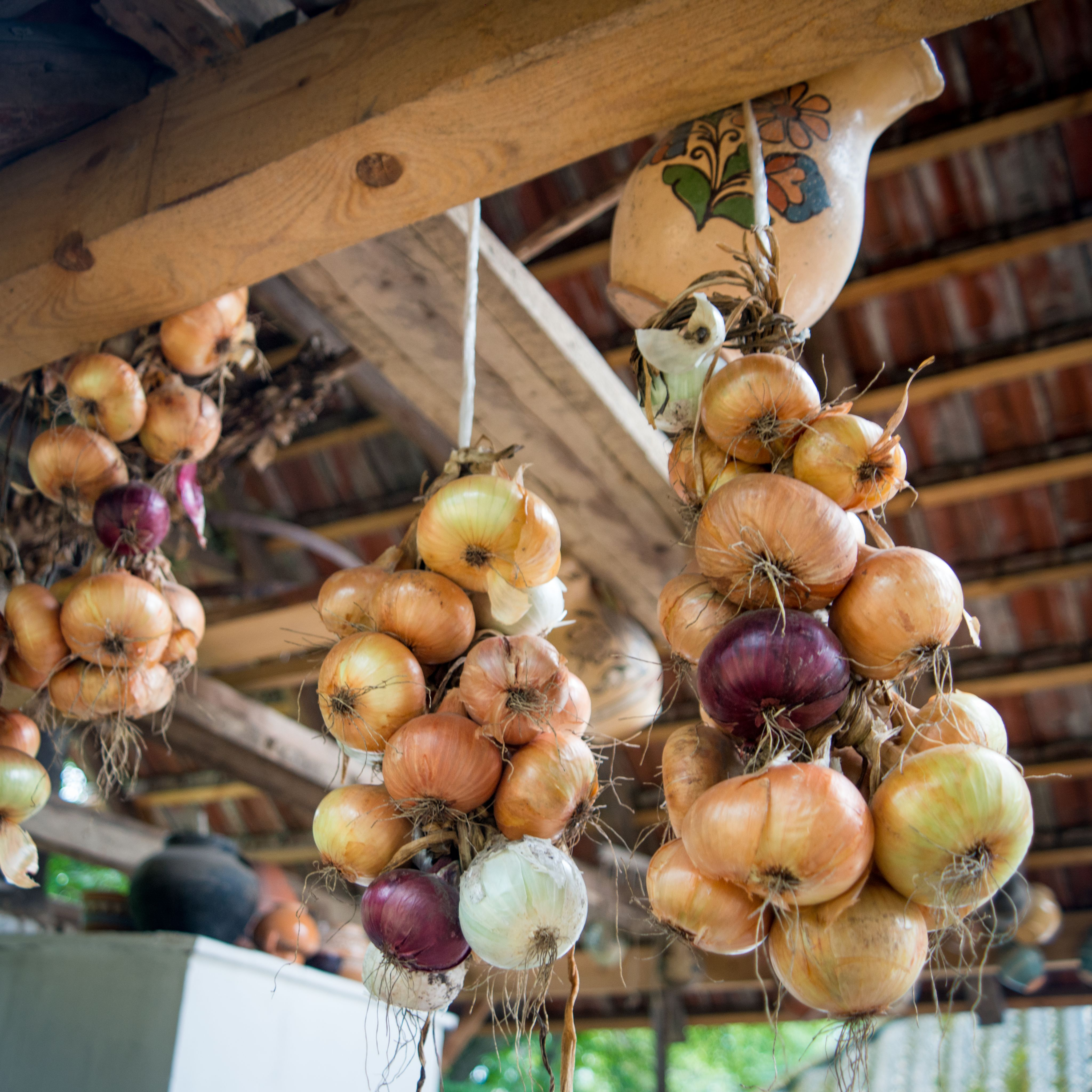
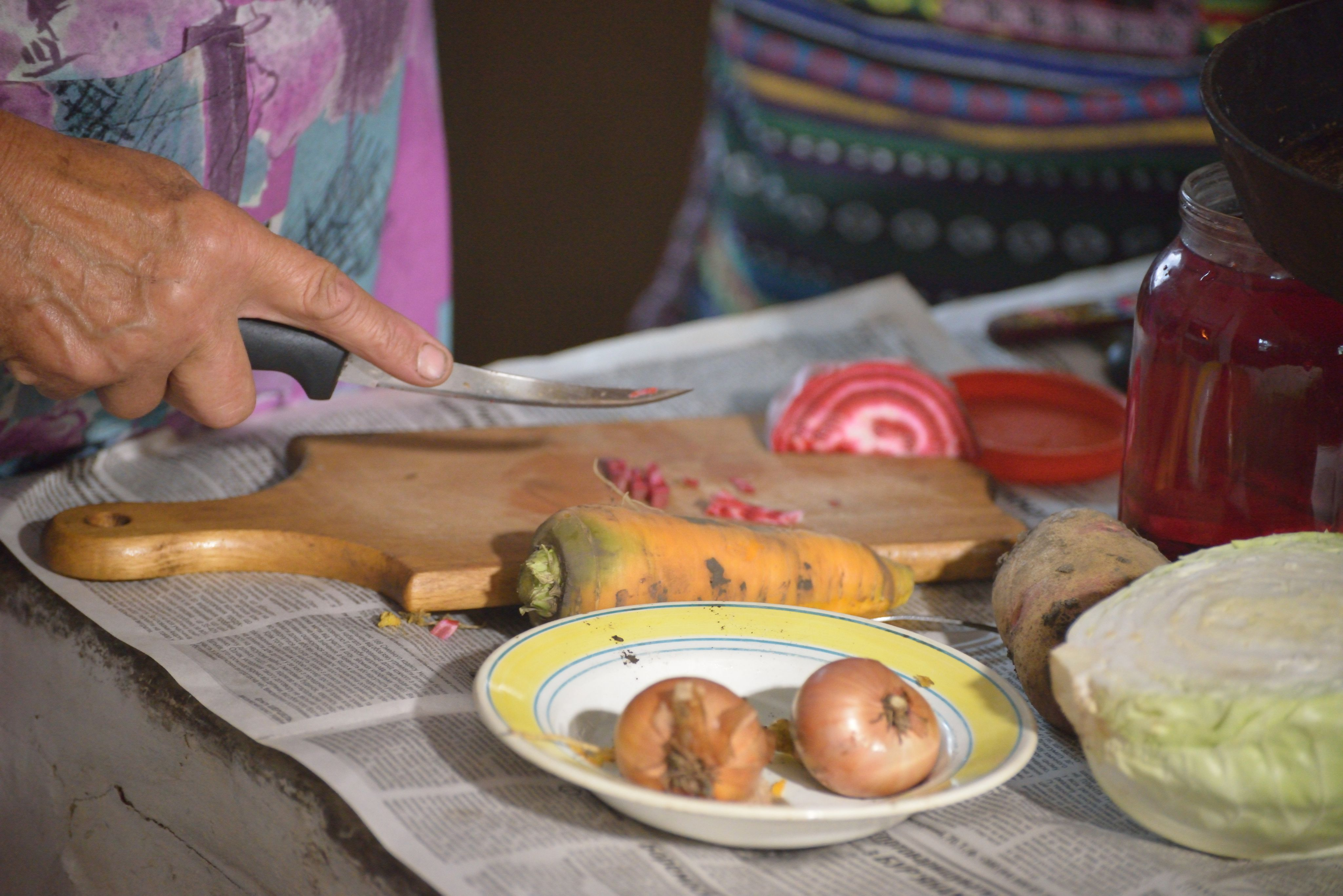
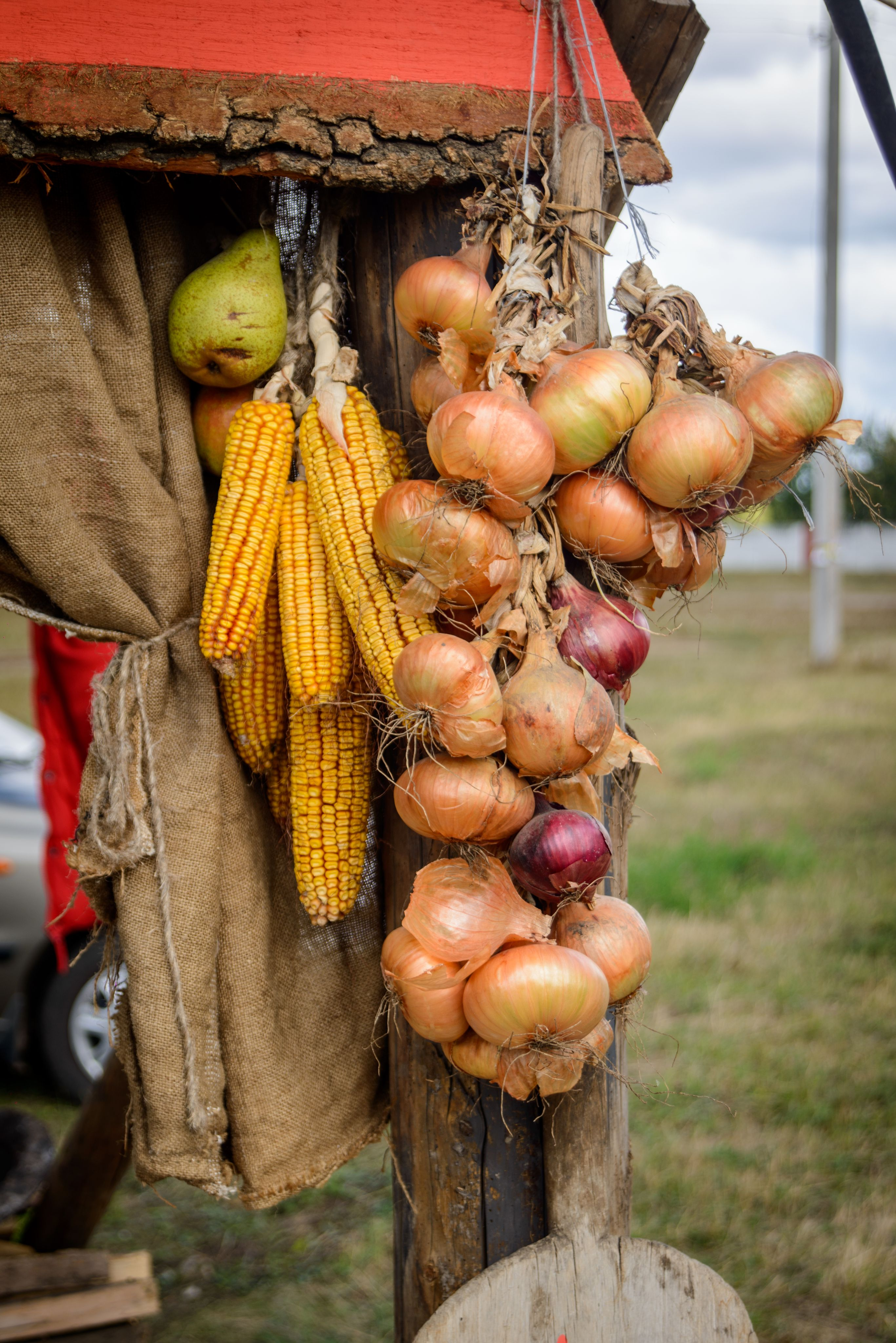

## Страви
У Німеччині готують цибулевий пиріг.

## Виноски
1. 1 2  Allium // Словник українських наукових і народних назв судинних рослин / Ю. Кобів. — Київ : Наукова думка, 2004. — 800 с. — (Словники України). — ISBN 966-00-0355-2.
2. 1 2  Доброчаева Д. Н., Котов М. И., Прокудин Ю. Н., и др. Определитель высших растений Украины. — К. : Наук. думка, 1987. — С. 399.
3. 1 2  Етимологічний словник української мови : в 7 т. / редкол.: О. С. Мельничук (гол. ред.) та ін. — К. : Наукова думка, 2012. — Т. 6 : У — Я / укл.: Г. П. Півторак та ін. — 568 с. — ISBN 978-966-00-0197-8.
4. ↑  Етимологічний словник української мови : в 7 т. / редкол.: О. С. Мельничук (гол. ред.) та ін. — К. : Наукова думка, 2012. — Т. 6 : У — Я / укл.: Г. П. Півторак та ін. — С. 282, 283. — ISBN 978-966-00-0197-8.
5. ↑  Allium in Flora of China. efloras.org. Процитовано 21.01.2021. (англ.)
6. ↑  Allium in Flora of North America. efloras.org. Процитовано 21.01.2021. (англ.)
7. ↑  Allium in Flora of Pakistan. efloras.org. Процитовано 21.01.2021. (англ.)
8. 1 2 3 4 5 6 7 8 9 10 11 12 13 14 15 16 17  (рос.) Верзилин Николай Михайлович По следам Робинзона. Сады и парки мира. — Л.: Детская литература., 1964. — 576с.
9. ↑  Изучение органолептических и раздражающих свойств нативных экстрактов лука и чеснока, подвергшихся десульфуризации оригинальным способом | EUROLAB | Научные статьи. www.eurolab.ua. Процитовано 9 лютого 2017.